# Jorge Durietz
Jorge Durietz (Buenos Aires, 8 de noviembre de 1949) es un cantante y músico argentino, integrante junto a Miguel Cantilo del dúo de rock Pedro y Pablo. 
Años más tarde grabó con los grupos Melimelum, Celofán y como solista. Recientemente, Durietz lanzó su propio sitio web, "Música a la gorra.com.ar", a través del cual decidió comercializar su álbum Jinete de a motor de una manera novedosa: puede ser descargado gratuitamente (arte gráfico incluido), y quien lo desee puede donar algo por el disco.
En 2009 se reunió con Cantilo para dar una serie de recitales, cumpliéndose cuarenta años de la creación del grupo.

## Discografía

### ConPedro y Pablo
- 1 Yo vivo en esta ciudad - 1970
- 2 Conesa - 1972
- 3 Apóstoles - 1981
- 4 Contracrisis - 1982
- 5 En concierto - 1982
- 6 En gira - 1984
- 7 Corazón sudamericano - 1985
- 8 Pedro y Pablo no-venta (cassette de edición limitada ) - 1990
- 9 En Concierto 2009 - 2015 - 2016
- 10 Unidos por el cantar - 2018

Simples:
- 1 Donde va la gente cuando llueve / Guarda con la rutina -  1970
- 2 La marcha de la bronca / Vivimos, paremos - 1970
- 3  Che Ciruja - 1970
- 4 Yo vivo en esta ciudad / Los caminos que no sigue nadie - 1970
- 5 Catalina Bahia - 1970
- 6 La marcha de la bronca / Donde va la gente cuando llueve (en vivo) - 1982

### Con Melimelum
- Melimelum - 1976

### Con Celofán
- Envuelto para regalo - 1987

01 - 00:00 - Sin Interferencias
02 - 04:00 - Día de Suerte
03 - 09:19 - Navegando en mi Tiempo
04 - 13:25 - Lujuriando
05 - 17:56 - Junto a mi Radio Espero
06 - 22:17 - En un Bis
07 - 26:40 - Momentito, Rock
08 - 30:58 - Parecidos, Tal Vez
09 - 33:33 - Magdalena y el Bufetero

### Solo
- Jinete de a motor - 2002
- Cuarendombe, simple - 2020
- Semillas de Ilusión, simple - 2020
- Encuentro inesperado, simple - 2020